# قصة ابني (رواية)
قصة ابني (بالإنجليزية: My Son's Story) هي رواية للكاتبة الجنوب أفريقية والحاصلة على جائزة نوبل نادين غورديمير، نشرت عام 1990، لأول مرة عن دار نشر فارار وشتراوس آند جيروكس.

## نبذة عن الرواية
تدور أحداث الرواية في فترة نظام الفصل العنصري في جنوب أفريقيا (الأبارتايد)، وتسلط الضوء على التعقيدات النفسية والاجتماعية التي تواجه الأفراد في ظل هذا النظام القمعي.تتناول الرواية قصة رجل أسود يُدعى ستيف الذي يعيش حياة مزدوجة بين التزامه السياسي ونضاله ضد الأبارتايد من جهة، وعلاقاته الشخصية المتشابكة مع زوجته وابنه من جهة أخرى. من خلال سرد متعدد الأصوات، تعالج غورديمير موضوعات مثل الهوية، العائلة، الصراع السياسي، والخيانة، في سياق نظام عنصري يسعى إلى تقسيم المجتمع وتدمير الروابط الإنسانية.

## الشخصيات الرئيسية
- **ستيف**: بطل الرواية ونضالي ضد نظام الأبارتايد، يعيش حياة معقدة بين التزامه السياسي وحياته الشخصية المضطربة. - **إيفا**: زوجة ستيف التي تواجه صراعًا داخليًا نتيجة غياب زوجها ووعوده غير المحققة، وتمثل المرأة السوداء في زمن القمع. - **الابن**: الذي يمثل الجيل الجديد، شاهداً على الانقسامات الأسرية والاجتماعية، ويحاول فهم هويته في ظل الظلم والاضطراب.

## التحليل والنقد
تُعتبر رواية *قصة ابني* من أهم أعمال نادين غورديمير التي تعكس الصراع النفسي والسياسي في جنوب أفريقيا خلال فترة الأبارتايد. استخدمت الكاتبة أسلوب السرد المتعدد الأصوات لإبراز وجهات نظر مختلفة، مما يزيد من تعقيد الشخصيات ويُظهر التوترات بين الحياة السياسية والخاصة.كم يتناول النقد الأدبي الرواية باعتبارها دراسة عميقة للتأثيرات الاجتماعية والسياسية على الأسرة، حيث يُبرز الصراع بين الالتزام بالنضال من أجل الحرية والمسؤوليات العائلية. كما يبرز العمل موضوعات الخيانة والولاء في سياق سياسي متوتر.علاوة على ذلك، تُظهر الرواية كيف يمكن للنظام العنصري أن يُفكك الروابط الأسرية ويزرع الشك والخوف داخل المجتمع، مما يجعل من الصعب على الأفراد المحافظة على هويتهم الشخصية والعائلية.وقد أثنى النقاد على قدرة غورديمير على مزج السرد السياسي مع السرد الإنساني بشكل متقن، مما يجعل الرواية لا تقتصر على وصف المعاناة فحسب، بل تقدم تحليلاً نفسيًا عميقًا للشخصيات وتأثير الأحداث السياسية على حياتهم.